# Боярышник кавказский
Боярышник кавказский (лат. Crataegus caucasica) — кустарник или небольшое дерево, вид рода Боярышник (Crataegus) семейства Розовые (Rosaceae).

## Распространение и экология
В природе ареал вида охватывает Закавказье. Эндемик.
Произрастает по каменистым склонам гор и ущелий среди кустарников, одиночными кустами.

## Ботаническое описание
Кустарник высотой 2—3, реже до 5 м, иногда вырастает деревом высотой до 7 м и диаметром ствола 18 см. Ветви тёмно-бурые, с серыми пятнами; побеги голые. Колючки отсутствуют, либо имеются пазушные и облиственные колючки длиной 0,5—2,5 см.
Листья широкояйцевидные, тусклые, сверху насыщенно-зелёного цвета, снизу немного светлее, рассеянно опушённые, позднее голые. На цветущих побегах нижние листья обратнояйцевидные до удлиненных, с клиновидным, часто узким, основанием, от почти цельнокрайных или крупнозубчатых на вершине до трёхлопастных; верхние длиной до 6 см, шириной до 6—6,5 см, в очертании от широкояйцевидных до округлых и даже вытянутых по ширине, с широко-клиновидным или почти срезанным или округлым основанием, пяти- или семираздельные; доли обычно широкие, реже узкие, нижние обычно гораздо крупнее верхних, все острые, верхние направленные вверх. Листья на стерильных побегах длиной и шириной 6—6,5 см, яйцевидные, семираздельные, при основании почти рассечённые, часто с более узкими долями, с двояко крупно зубчатыми и надрезанными краями.
Соцветия почти равны по длине листьям, 5—15-цветковые, голые; цветоножки длиной 3—18 мм; чашелистики широкояйцевидно-треугольные, внезапно суженные на вершине в остроконечие или постепенно оттянутые. Венчик диаметром до 2 см; тычинок 17—20; столбиков 2, реже 1 или 3.
Плоды коротко-эллипсоидальные, диаметром 10—13 мм, тёмно-пурпурные, вполне зрелые — чёрно-фиолетовые со светлыми точками и жёлтой мякотью. Косточек обычно 2.
Цветение в мае. Плодоношение в октябре.

## Таксономия
Вид Боярышник кавказский входит в род Боярышник (Crataegus) трибы Pyreae подсемейства Спирейные (Spiraeoideae) семейства Розовые (Rosaceae) порядка Розоцветные (Rosales).
|  |                                      |  |                                                              |                                                              |                   |  | ещё 8 семейств (согласно Системе APG III) | ещё 8 семейств (согласно Системе APG III)    |                                              |  |  |  | ещё 7 триб (согласно Системе APG III)         | ещё 7 триб (согласно Системе APG III)         |  |  |  |  | ещё от 200 до 300 видов | ещё от 200 до 300 видов |
|  |                                      |  |                                                              |                                                              |                   |  | ещё 8 семейств (согласно Системе APG III) | ещё 8 семейств (согласно Системе APG III)    |                                              |  |  |  | ещё 7 триб (согласно Системе APG III)         | ещё 7 триб (согласно Системе APG III)         |  |  |  |  | ещё от 200 до 300 видов | ещё от 200 до 300 видов |
|  |                                      |  |                                                              | порядок Розоцветные                                          |                   |  |                                           |                                              | подсемейство Спирейные                       |  |  |  |                                               | род Боярышник                                 |  |  |  |  |                         |                         |
|  |                                      |  |                                                              | порядок Розоцветные                                          |                   |  |                                           |                                              | подсемейство Спирейные                       |  |  |  |                                               | род Боярышник                                 |  |  |  |  |                         |                         |
|  | отдел Цветковые, или Покрытосеменные |  |                                                              |                                                              | семейство Розовые |  |                                           |                                              | триба Pyreae                                 |  |  |  | вид Боярышник кавказский                      |                                               |  |  |  |  |                         |                         |
|  | отдел Цветковые, или Покрытосеменные |  |                                                              |                                                              |                   |  |                                           |                                              |                                              |  |  |  |                                               |                                               |  |  |  |  |                         |                         |
|  |                                      |  | ещё 44 порядка цветковых растений (согласно Системе APG III) | ещё 44 порядка цветковых растений (согласно Системе APG III) |                   |  |                                           | ещё 8 подсемейств (согласно Системе APG III) | ещё 8 подсемейств (согласно Системе APG III) |  |  |  | ещё около 60 родов (согласно Системе APG III) | ещё около 60 родов (согласно Системе APG III) |  |  |  |  |                         |                         |
|  |                                      |  |                                                              | ещё 44 порядка цветковых растений (согласно Системе APG III) |                   |  |                                           |                                              | ещё 8 подсемейств (согласно Системе APG III) |  |  |  |                                               | ещё около 60 родов (согласно Системе APG III) |  |  |  |  |                         |                         |